# Beddomeia inflata
Beddomeia inflata é uma espécie de gastrópode  da família Hydrobiidae.
É endémica da Austrália.